# Nétrine 1
La nétrine 1 est une protéine de la classe des nétrines, proches des laminines. Son gène est le NTN1 situé sur le chromosome 17 humain.

## Rôles
Son récepteur peut-être la néogénine ou le DCC et elle intervient dans la croissance des axones, notamment les axones commissuraux dans le tube neural. Son modèle d'action qui était à distance par diffusion à partir d'une zone de production dans la plaque du plancher du tube neural a été révisé en 2017. La nétrine 1 qui est nécessaire pour le guidage des axones commissuraux est en réalité produite par des cellules de la zone ventriculaire (près du ventricule ou du canal central) dont les prolongements amènent la nétrine 1 à proximité des axones en croissance.
Elle a également un rôle dans l'angiogenèse, interagissant avec le récepteur UNC5B. Elle inhibe, en particulier, l'apoptose des cellules endothéliales mais son action dans le développement vasculaire reste peu clair, combinant une action pro et anti-angiogénique.

## En médecine
Une mutation du gène pourrait être responsable de mouvements en miroir familiaux congénitaux.
Son taux urinaire serait un marqueur précoce de l'insuffisance rénale aiguë.
Lors d'une inflammation hépatique aigüe, elle serait surexprimée et contribuerait à son entretien.